# L 173-19
L 173-19是一顆位於波江座附近的紅矮星，距離地球約26.8光年。